# Frise (departament)
Departamentul Frise (franceză Département des Frise, neerlandeză Departement Friesland) a fost un departament al Franței din perioada primului Imperiu. 
Departamentul a fost format în urma anexării Regatului Olandei de către Primul Imperiu Francez, în 1811. Departamentul ocupa teritoriul fostei Seniorii Frislanda din Țările de Jos. Odată cu formarea Republicii Batave în 1798 teritoriul este organizat sub forma de departamente, după modelul francez, teritoriul Frise aparținând departamentelor Eems și Oude IJsel. În 1801 acestea sunt reorganizate, în regiune fiind organizat departamentul Friesland care a devenit departamentul Frise în urma incorporării Regatului Olandei.
Departamentul este numit după numele francez al regiunii Frislanda. Reședința departamentului a fost orașul Leeuwarden numit în franceză Leuwarden. Departamentul era administrat indirect prin intermediul administrației franceze de la Haga, împreună cu celelalte departamente nordul fostului Regat Olanda.
Departamentul este divizat în 3 arondismente și 38 cantoane astfel:
- arondismentul Leeuwarden, cantoanele:  Bergum, Buitenpost, Dokkum, Dronrijp, Franeker, Hallum, Harlingen, Holwerd și Leeuwarden.
- arondismentul Heerenveen, cantoanele: Akkrum, Beetsterzwaag, Heerenveen și Oldeberkoop.
- arondismentul Sneek, cantoanele: Bolsward, Hindeloopen, Lemmer, Rauwerd și Sneek.

În urma debarcării viitorului rege William I la Scheveningen și a oucpării succesive a Țărilor de Jos, Franța pierde controlul asupra regiunii începând de la sfârșitul lui 1813. În urma înfrângerii lui Napoleon în 1814 teritoriul intră în componența Regatului Unit al Țărilor de Jos în cadrul căreia face parte din provinciia Frizia, provincie existentă și în prezent în Olanda.